# Comité biélorusse d'Helsinki
Le Comité biélorusse d'Helsinki  (en biélorusse : РПГА «Беларускі Хельсінкскі Камітэт» (БХК)) est une organisation non gouvernementale de défense des droits de l'homme créée en 1995 et, en 2007, seul groupe de défense des droits de l'homme indépendant restant en Biélorussie, à l'exception du Centre des droits de l'homme de Viasna. Son objectif est la protection des droits de l'homme en Biélorussie conformément aux accords d'Helsinki.

## Persécutions par la dictature biélorusse
Le gouvernement biélorusse a infligé une amende de 73 000 dollars à l'organisation pour des impôts prétendument impayés sur l'argent reçu via les subventions du programme Tacis de l'Union européenne (2003, annulé par la Cour suprême en 2004) et a engagé des poursuites pénales contre des responsables de l'organisation, y compris son président Taciana Proćka.
En 2004, le ministère des impôts et taxes biélorusse a exigé du BHC le paiement de 155 millions de roubles biélorusses (soit environ 18 000 dollars américains à l’époque) en impôts et pénalités. Cette somme était liée aux financements reçus dans le cadre du programme TACIS entre 2002 et 2003, bien que ces fonds aient normalement dû bénéficier d’une exonération fiscale en vertu des accords établis entre la Biélorussie et la Commission européenne.
En 2004–2005, le BHC a réussi à contester ces revendications. Les juridictions ont rejeté la position du gouvernement selon laquelle les subventions reçues devaient être imposées. L’affaire pénale pour évasion fiscale, ouverte par le Département des enquêtes financières (DFR) du Comité de contrôle d’État contre la présidente et la comptable du BHC, a été classée sans suite pour absence de culpabilité.
Cependant, en décembre 2005, à la veille de l’élection présidentielle de 2006, la présidence de la Cour économique suprême a rendu une nouvelle décision obligeant à nouveau le BHC à payer des impôts et amendes. Néanmoins, les enquêteurs du DFR, après avoir réexaminé le dossier, ont confirmé leur position selon laquelle, conformément à la législation, le BHC n’était pas tenu de payer ces impôts,.
En 2007, le BHC a poursuivi le Conseil des ministres biélorusse pour obtenir une compensation liée à la confiscation de ses biens. L’organisation reprochait au gouvernement de ne pas avoir adapté la législation nationale aux accords établis avec l’Union européenne, notamment concernant le financement de la société civile. Toutefois, la Cour suprême économique a rejeté la demande, estimant que le Conseil des ministres ne pouvait être tenu responsable sur le plan juridique.
En 2011, le ministère de la Justice biélorusse a adressé deux mises en garde au BHC, semblant viser son engagement en faveur des droits de l'homme. La première, en janvier, reprochait à l’organisation de diffuser des informations inexactes et de ne pas respecter les réglementations encadrant les ONG.
En juin 2011, le ministère biélorusse a reproché au BHC des infractions répétées aux règles fiscales. Quelques mois plus tard, en décembre, le ministère des Impôts a sollicité le ministère de la Justice afin qu’une procédure de dissolution soit engagée contre l’organisation pour ce motif. Selon la législation en vigueur en Biélorussie, toute ONG recevant deux avertissements pour la même infraction peut être dissoute..
En 2021, le Comité biélorusse d'Helsinki est devenu l'une des victimes de la répression nationale d'Alexandre Loukachenko contre les médias indépendants et les organisations de défense des droits de l'homme à la suite des manifestations biélorusses. Son bureau est perquisitionné à plusieurs reprises, puis mis sous scellés par la police. Le ministère de la Justice a demandé des documents, qui ont été conservés dans un bureau inaccessible, et a délivré un mandat d'arrêt le même jour que la demande de documents. Deux mandats par an permettent au ministère d'engager le processus de dissolution,,,.
Le 1er octobre 2021, le Comité biélorusse d'Helsinki est dissout par la Cour suprême biélorusse. Le tribunal a utilisé des éléments d'une affaire pénale non précisée (probablement sans verdict jusqu'à présent) pour dissoudre le Comité. Il était l'avant-dernier groupe de défense des droits de l'homme enregistré en Biélorussie (le dernier est Pravovaya iniciativa - également en cours de dissolution).

## Reconnaissance
En juillet 2022, le comité biélorusse Helsinki obtient un statut consultatif auprès du Conseil économique et social des Nations unies.

## Littérature
- (en) Vitali Silitski et Jan Zaprudnik, The A to Z of Belarus (The A to Z Guide Series), Lanham, Scarecrow Press, 2010 (ISBN 978-0-8108-7200-4), p. 41